# Kabinett Heydar Aliyev I

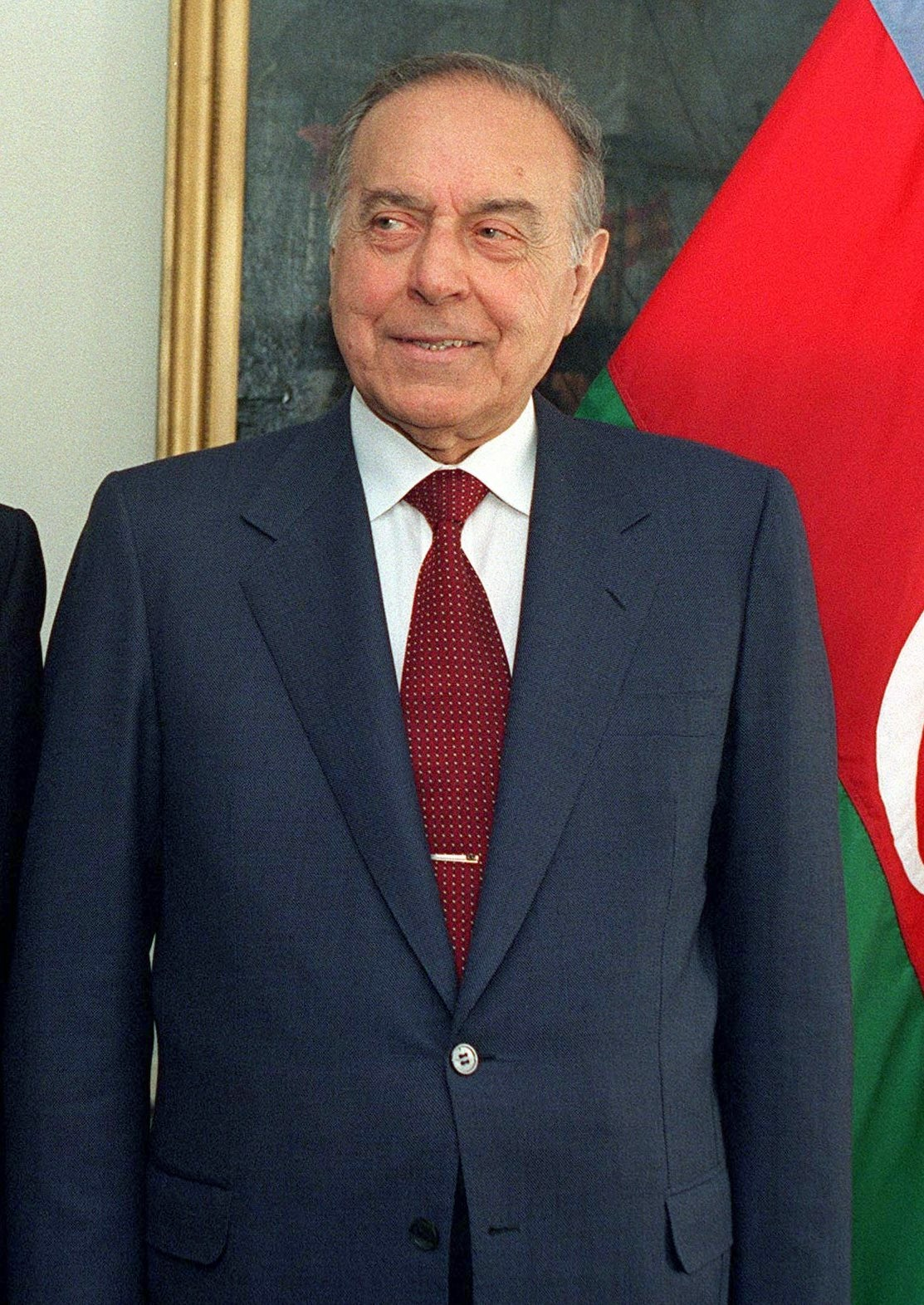
Heydar Aliyev, der 3. Präsident der Republik Aserbaidschan.

Am 3. Oktober 1993 wurde Heydar Aliyev zum 3. Präsidenten der Republik Aserbaidschan vereidigt. Mit dem Begriff Kabinett Heydar Aliyev I wird die vom 3. Oktober 1993 bis 11. Oktober 1998 amtierende 3. Regierung der Republik Aserbaidschan unter Heydar Aliyev bezeichnet. Das nachfolgende Kabinett ist das Kabinett Heydar Aliyev II, erneut unter der Führung Heydar Aliyevs.

## Das Kabinett
| Ressort / Amt                                                  | Amtsinhaber         | Amtszeit                               | Partei              |
| -------------------------------------------------------------- | ------------------- | -------------------------------------- | ------------------- |
| Präsident der Republik Aserbaidschan                           | Heydar Aliyev       | 3. Oktober 1993 – 11. Oktober 1998     | Neues Aserbaidschan |
| Ministerpräsident der Republik Aserbaidschan                   | Sürət Hüseynov      | 30. Juni 1993 – 7. Oktober 1994        | Parteilos           |
| Ministerpräsident der Republik Aserbaidschan                   | Fuad Quliyev        | 7. Oktober 1994 – 20. Juli 1996        | Neues Aserbaidschan |
| Ministerpräsident der Republik Aserbaidschan                   | Artur Rasizadə      | 20. Juli 1996 – 4. August 2003         | Neues Aserbaidschan |
| Ministerämter                                                  |                     |                                        |                     |
| Außenminister der Republik Aserbaidschan                       | Həsən Həsənov       | 2. September 1993 – 16. Februar 1998   | Parteilos           |
| Außenminister der Republik Aserbaidschan                       | Tofiq Zülfüqarov    | 5. März 1998 – 26. Oktober 1999        |                     |
| Finanzminister der Republik Aserbaidschan                      | Fikrət Yusifov      | 1994 – Juli 1999                       |                     |
| Verteidigungsminister der Republik Aserbaidschan               | Səfər Əbiyev        | Juni 1993 – August 1993                |                     |
| Verteidigungsminister der Republik Aserbaidschan               | Vahid Musayev       | August 1993 – September 1993           |                     |
| Verteidigungsminister der Republik Aserbaidschan               | Məmmədrəfi Məmmədov | September 1993 – Februar 1995          |                     |
| Verteidigungsminister der Republik Aserbaidschan               | Səfər Əbiyev        | Februar 1995 – Oktober 2013            |                     |
| Justizminister der Republik Aserbaidschan                      | İlyas İsmayılov     | 12. Mai 1993 – 10. Januar 1995         |                     |
| Justizminister der Republik Aserbaidschan                      | Südabə Həsənova     | 10. Januar 1995 – 19. April 2000       | Neues Aserbaidschan |
| Minister für Innere Angelegenheiten der Republik Aserbaidschan | Vaqif Novruzov      | 7. Juli 1993 – 29. April 1994          |                     |
| Minister für Innere Angelegenheiten der Republik Aserbaidschan | Ramil Usubov        | 29. April 1994 – amtierender Minister  | Neues Aserbaidschan |
| Landwirtschaftsminister der Republik Aserbaidschan             | İrşad Əliyev        | 1994–2004                              |                     |
| Minister für Arbeit und Soziales der Republik Aserbaidschan    | Əli Nağıyev         | 5. November 1996 – 7. Februar 2006     |                     |
| Gesundheitsminister der Republik Aserbaidschan                 | Əli İnsanov         | 4. August 1993 – Oktober 2005          |                     |
| Bildungsminister der Republik Aserbaidschan                    | Lidiya Rəsulova     | 2. September 1993 – 13. September 1997 |                     |